# Kageneck (Adelsgeschlecht)

Stammwappen derer von Kageneck

Kageneck ist der Name eines alten oberrheinischen Adelsgeschlechts. Die Herren von Kageneck gehörten zu den ältesten ritterbürtigen Geschlechtern im Elsass. Ein badischer Zweig der Familie besteht bis heute.

## Geschichte

### Herkunft
Die von Kageneck sind stammes- und wappenverwandt mit den Achenheim, Blumenau, Ottfriedrich, Reimböldelin und Rümelnheim. Alle Familien lassen sich auf den Stammvater Dominus Cuno inter mercatores bzw. dessen Vater Erbo zurückführen. Nikolaus von Kageneck, er lebte zwischen 1230 und 1306 und war der älteste Sohn von Cuno, war Ritter, Stettmeister (auch Städtmeister, Mitglied im Stadtrat) von Straßburg und Lehnsmann der Bischöfe von Straßburg. Das Genealogische Handbuch des Adels nennt ihn als Stammvater der Kageneck.
Nach dem Heraldiker und Genealogen Gustav Adelbert Seyler wird als einer der ersten Angehörigen der Familie Gotzlin von Kageneck bereits im Jahre 1212 urkundlich genannt. Er erscheint als „magister civitatis Argentinensis“ in einer Urkunde des Kaisers Friedrich II. von Hohenstaufen. Die ununterbroche Stammreihe des Geschlechts beginnt Ernst Heinrich Kneschke mit dem Ritter Claus von Kageneck in der zweiten Hälfte des 12. Jahrhunderts.
Mitglieder der Familie findet man in der Frühzeit vor allem in der freien Reichsstadt Straßburg. Sie gehörten dort schon bald zu den einflussreichsten Geschlechtern im Patriziat der Stadt. So besaßen sie unter anderem das Münzrecht und bekleideten im Laufe der Zeit 15-mal das Amt des Stettmeisters von Straßburg.
Der Name Kageneck kommt wohl vom Kagenecker Bruch, der sich damals außerhalb der Stadttore Straßburgs befunden hat und in dem die Kagenecks einige Grundstücke besessen haben. Die heutige Kageneck-Straße in Straßburg erinnert noch daran. Die Burg Hageneck im Elsass kann nicht – wie oft genannt – der Stammsitz der Kagenecks gewesen sein, da die Familie von Hageneck im 13. Jahrhundert dort urkundlich erwähnt ist.

### Linien und Besitzungen
Die Nachkommen des Stammvaters Claus begründeten mehrere Linien, die aber alle, bis auf den ramboldtschen Ast, wieder erloschen.
Die Brüder Hans und Moritz von Kageneck wurden am 22. Juni 1472, dem Tag der Schlacht bei Murten, zum Ritter geschlagen. In der Schlacht unterstützen Straßburger Kontingente zusammen mit Truppen weiterer elsässischer und lothringischer Städte und Grafschaften die Eidgenossen gegen Karl den Kühnen, Herzog von Burgund. Moritz jüngerer Sohn war der Stammvater einer Linie, die noch bis zur französischen Revolution im Elsass sesshaft war. Kurze Zeit später, nach dem Verlust ihrer Besitzungen, ließen sie sich in Baden nieder.
Wegen des Teilbesitzes (ein Drittel) von Hipsheim, erworben 1399, und weiterer Güter waren die Herren von Kageneck während des 18. Jahrhunderts Mitglied der Reichsritterschaft im Unterelsass.

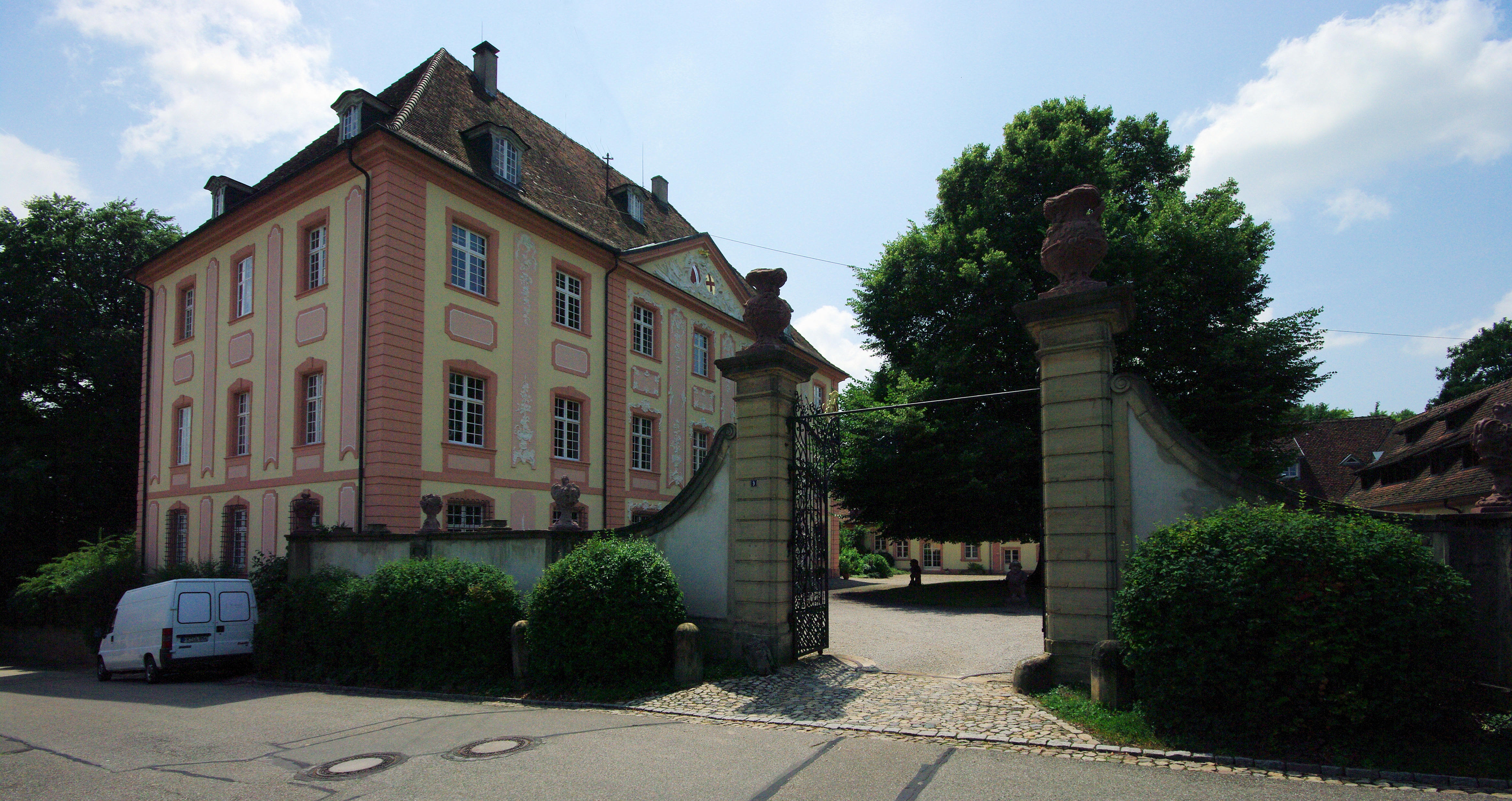
Schloss Munzingen

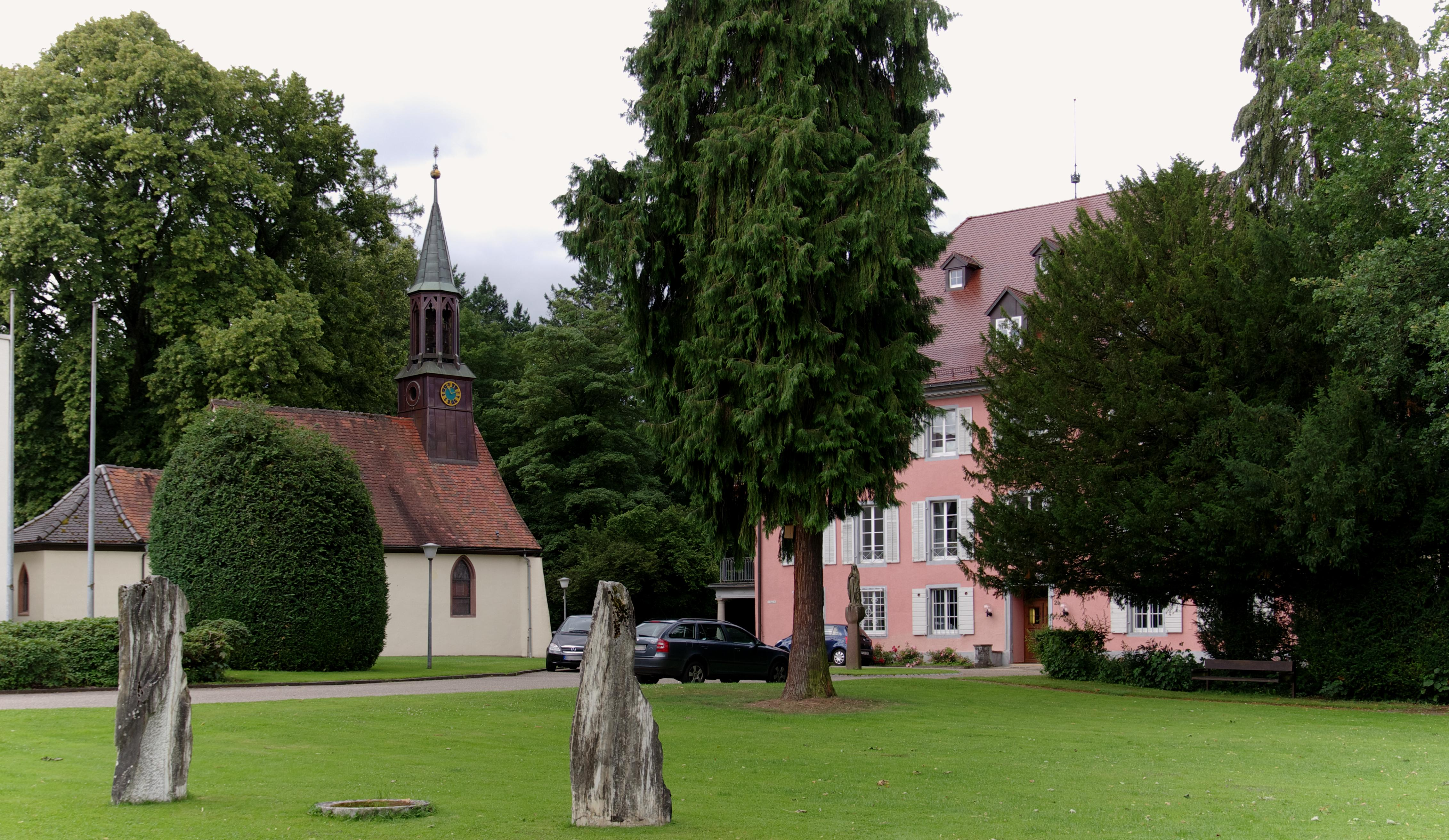
Schloss Stegen-Weiler

Ein Zweig dieser Linie gelangte schon Mitte des 17. Jahrhunderts in den Breisgau und hat sich durch Erbschaft mehrerer Güter der Adelsfamilie von Pforr in Munzingen niedergelassen. Johann Friedrich von Kageneck (1633–1705), Statthalter Kaiser Leopolds I. in Vorderösterreich und ab 1671 Reichsfreiherr, ließ das Munzinger Schloss erbauen und erwarb 1682 auch Bleichheim und 1702 die Herrschaft Stegen mit dem Schloss Stegen-Weiler. Das Herrenhaus in Bleichheim wurde 1728 erbaut.
Mitglieder dieses Zweiges konnten durch Kauf und Belehnung vom Erzhaus Österreich den Grundbesitz erheblich vermehren. Im Breisgau besaßen die Kagenecks neben Munzingen, Stegen und Bleichheim auch Schloss Umkirch (ab 1740), Waltershofen und ab 1788 Wildtal. Seit 1726 gehörte ihnen das Kageneck’sche Haus in der Salzstraße in Freiburg, das ursprünglich spätmittelalterliche „Haus zum Wilden Mann“.
Die zwei Söhne von Heinrich Hermann Graf von Kageneck († 1790) begründeten zwei gräfliche Linien. Stifter der älteren Linie ist Heinrich Hyazinth Graf von Kageneck, Besitzer des Fideikommisses Munzingen. Sein jüngerer Bruder, Philipp Joseph Graf von Kageneck war der Begründer der Linie von Stegen. Aus der jüngeren Linie kam Maximilian Graf von Kageneck, Grundbesitzer zu Stegen und Unteribental. Er heiratete 1859 Friederike Gräfin von Königsegg-Aulendorf. Schloss Stegen-Weiler wurde im 20. Jahrhundert verkauft. Das Weingut Munzingen wird bis heute von der Familie betrieben.

### Standeserhebungen

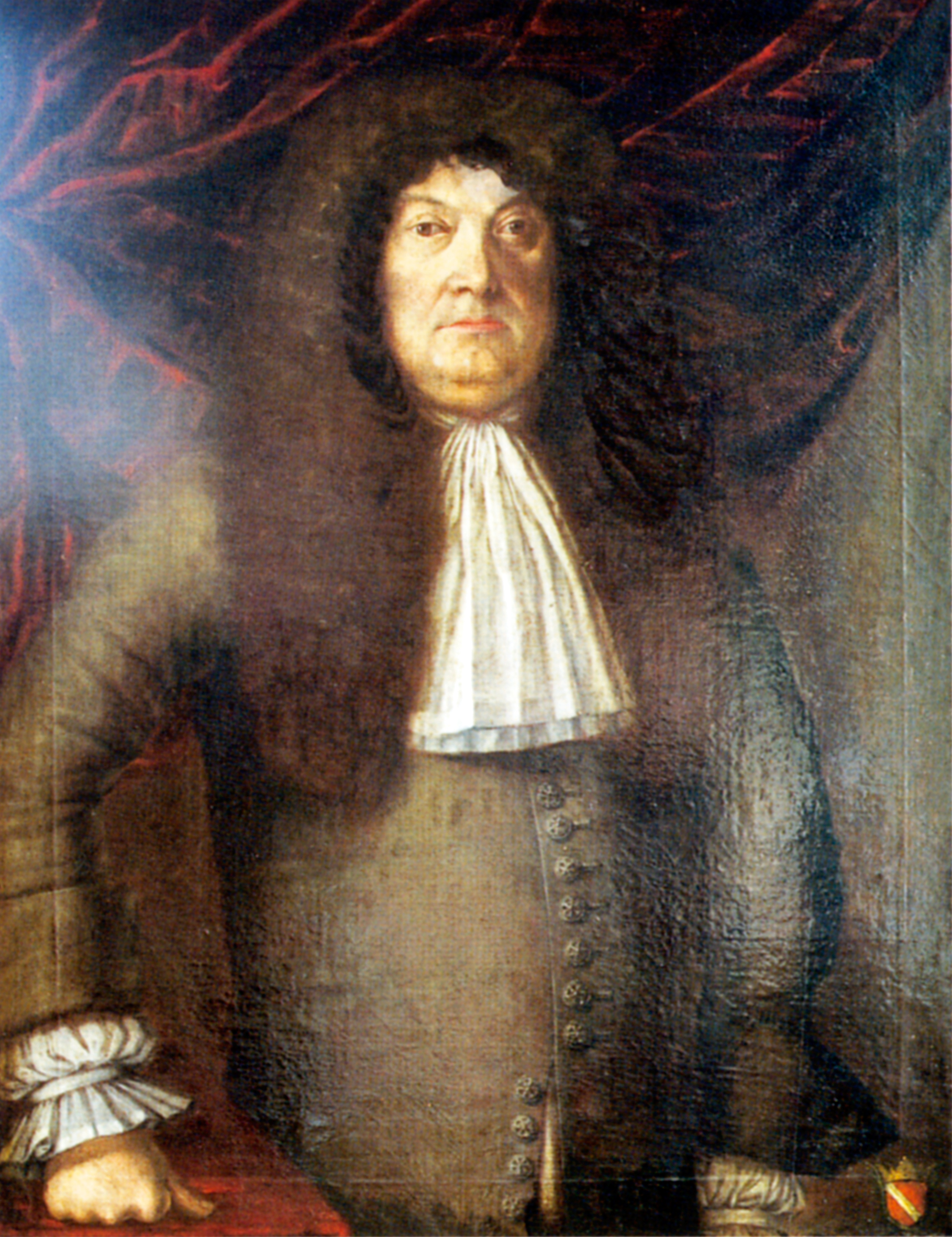
Johann Friedrich Freiherr von Kageneck (1633–1705)

Johann Friedrich von Kageneck (1633–1705), Vizestatthalter in den vorderösterreichischen Landen und den vier Rheinstädten, war der Sohn von Wilhelm von Kageneck (um 1587–1652) und dessen Ehefrau Helene Zorn von Bulach († 1634). Er wurde wegen seiner Verdienste um das Haus Habsburg von Kaiser Leopold I. am 22. September 1671 zu Wien in den Reichsfreiherrenstand erhoben. Einer seiner Söhne war Heinrich von Kageneck († 1744), Landkomtur des Deutschen Ordens und 1722 Statthalter des Herzogtums Neuburg an der Donau. Der Freiherrenstand (Baronat) wurde am 6. August 1773 zu Compiégne vom König von Frankreich anerkannt und auf das Gesamtgeschlecht ausgedehnt.

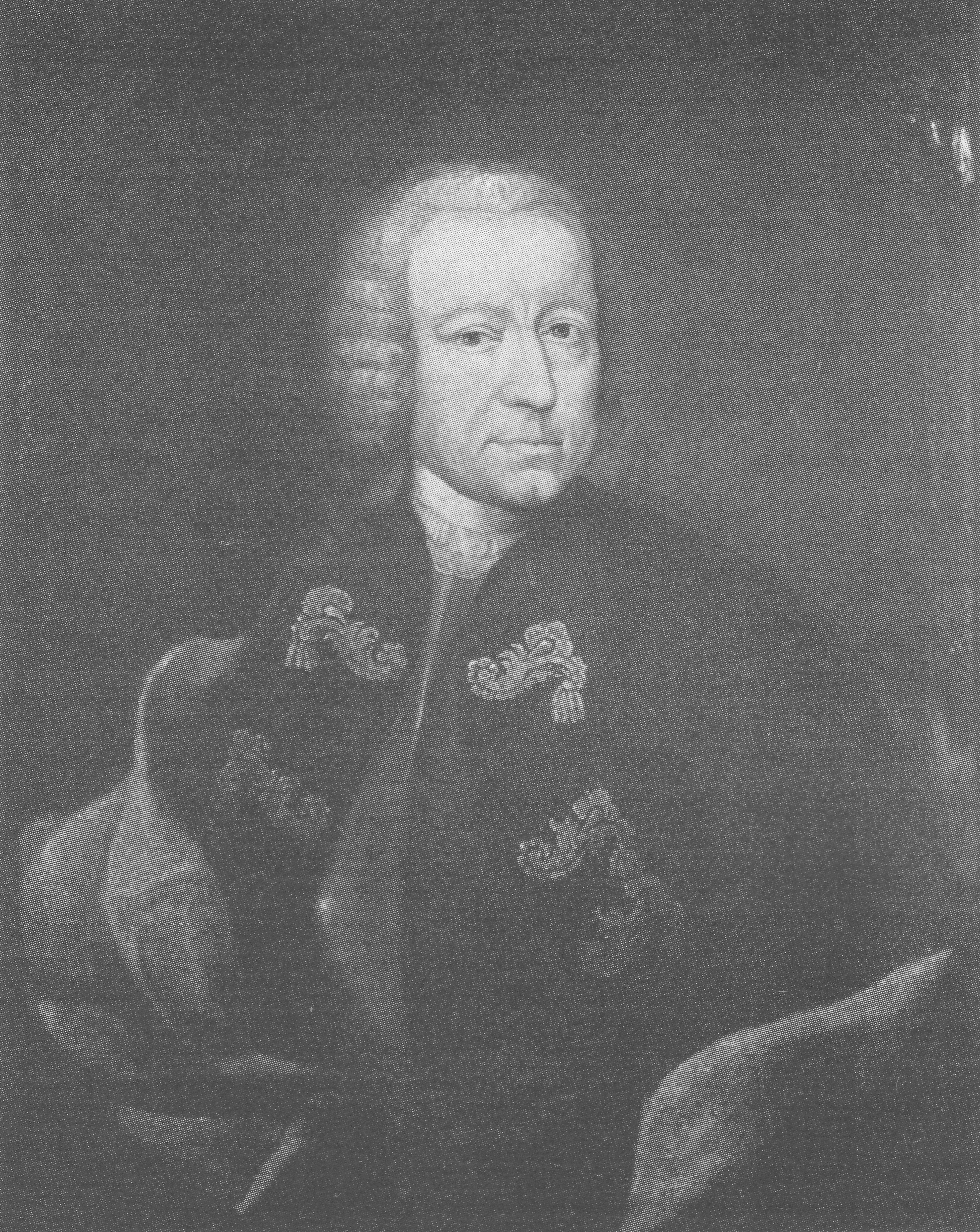
Friedrich Fridolin Graf von Kageneck

Johann Friedrich Friedolin Freiherr von Kageneck, kaiserlicher Kämmerer, erhielt am 8. Januar 1771 von Kaiser Joseph II. durch Diplom den Reichsgrafenstand. Er war der Vater von Beatrix Antonie Aloysia Gräfin von Metternich-Winneburg, der Mutter des späteren Fürsten Klemens von Metternich.
Franz Graf von Kageneck in Pfaffendorf (Bezirksamt Ebern, Unterfranken) wurde am 20. Juli 1888 bei der Grafenklasse der Adelsmatrikel im Königreich Bayern immatrikuliert.

## Wappen

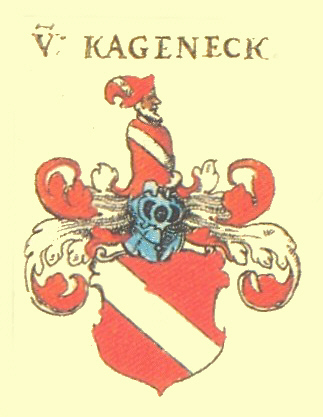
Wappen der Kageneck aus Johann Siebmachers Wappenbuch (1605)

### Stammwappen
Das Stammwappen zeigt in Rot einen silbernen Schrägrechtsbalken. Auf dem Helm ein bärtiger Mannesrumpf, dessen Kleidung das Schildzeichen wiederholt, bedeckt mit einem silber gestulpten, gold bequasteten roten Spitzhut. Die Helmdecken sind rot-silbern.

### Gräfliches Wappen
Das reichsgräfliche Wappen, verliehen 1771, zeigt den Schild des Stammwappens mit zwei Helmen und rot-silbernen Helmdecken. Rechts der Stammhelm, auf dem linken drei (rot, silbern, rote) Straußenfedern. Als Schildhalter zwei einwärtssehende Geharnischte mit Helm mit offenen Visier und drei roten Straußenfedern besteckt. Das Schwert an roter Schärpe und in der Rechten bzw. Linken eine Fahne an schwarzer Stange mit goldener Spitze tragend, die rechts in Blau drei (2, 1) goldene Lerchen und links in Gold einen goldgekrönten schwarzen Doppeladler mit blauem Brustschild mit drei (2, 1) goldenen Römern zeigt.

Der Wahlspruch lautet: In valore virtus.

## Bekannte Familienmitglieder

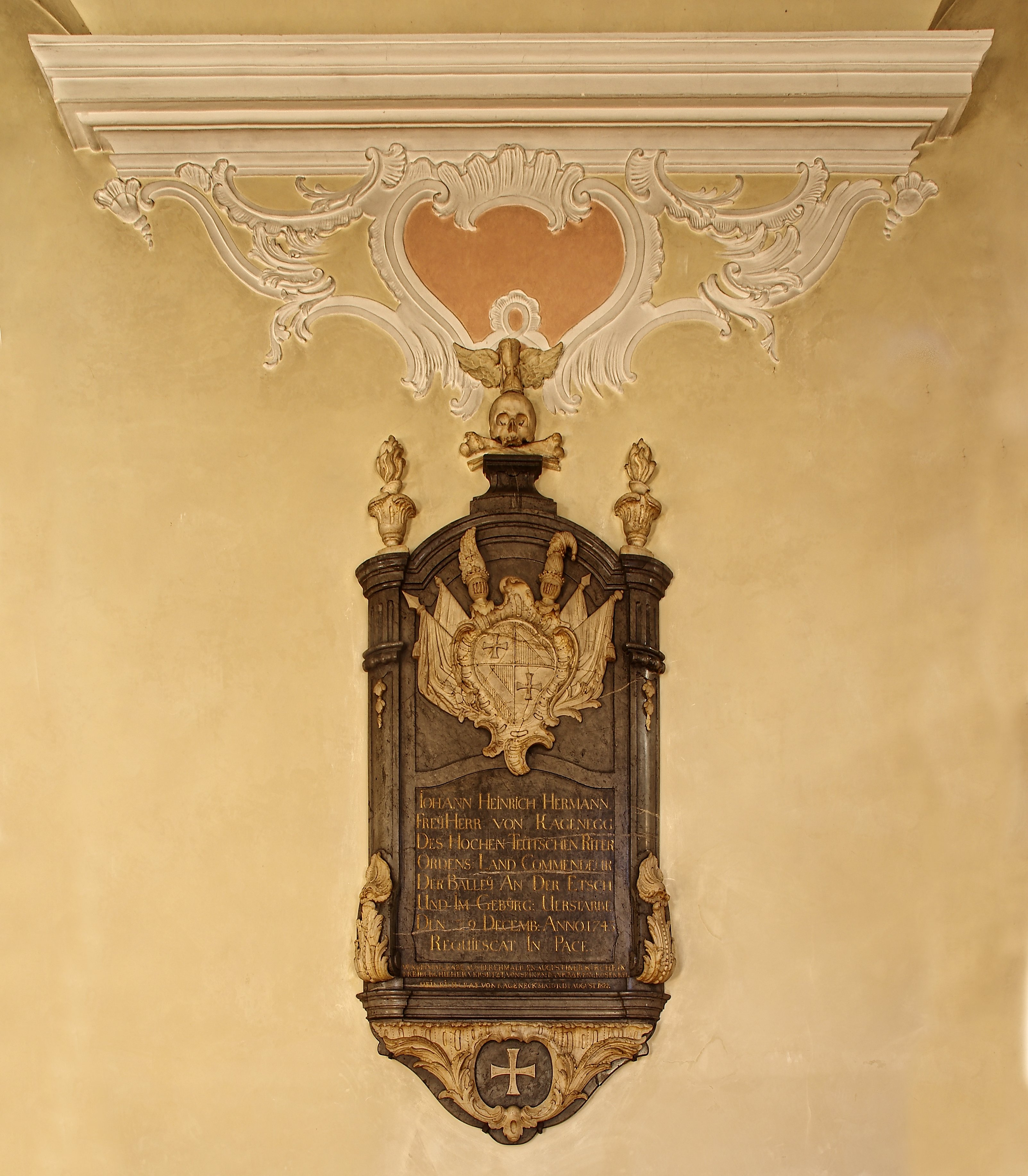
Epitaph für Johann Heinrich von Kageneck (1668–1743) von Johann Friedrich Funk (1753) in der Munzinger Kirche St. Stephan

- Philipp von Kageneck († 1547), Senior und Lehensträger der Familie, Stättmeister zu Strassburg[7]
- Bernhard von Kageneck (1532–1606), bischöflicher Rat, Amtmann zu Ettenheim, Stettmeister zu Strassburg
- Johann Friedrich von Kageneck (1633–1705)[6], habsburgischer Vizestatthalter
- Anna Sibylla von Kagenek, heiratete Johann Gottfried Perger
- Johann Heinrich Hermann von Kageneck (1668–1743), Landkomtur des Deutschen Ordens, Geheimrat (kaiserlich und deutschordentlich), Statthalter des Herzogtums Neuburg, geheimer Konferenzminister und zuletzt Obersthofkammerpräsident[8][9]
- Joseph Anton von Kageneck (1701–1747), kurpfälzischer Kammerherr, Burgmann zu Friedberg und Inhaber diverser Ortsherrschaften
- Franz Heinrich Wendelin von Kageneck (1704–1781), deutscher Bischof und Weihbischof in Eichstätt
- Johann Friedrich Fridolin von Kageneck (1707–1783), Herr über Munzingen, Merdingen und weitere, Stammvater der Munzinger Linie, ab 1771 Reichsgraf.[10]
- Johann Friedrich von Kageneck (1741–1800), österreichischer Diplomat
- Karl von Kageneck (1803–1859), Kammerabgeordneter der badischen Ständeversammlung
- Emil von Kageneck (1812–1882), badischer Forstbeamter
- Heinrich Graf von Kageneck (1835–1887), Gutsbesitzer und Politiker
- Heinrich Graf von Kageneck (1870–??), Politiker
- Karl von Kageneck (1871–1967), preußischer Generalmajor und Militärattaché
- Hans Graf von Kageneck (1902–1996), Staatsbeamter und Diplomat
- Erbo Graf von Kageneck (1918–1942), Jagdflieger
- August Graf von Kageneck (1922–2004), Journalist